# ヴェット
ヴェット（伊: Vetto）は、イタリア共和国エミリア＝ロマーニャ州レッジョ・エミリア県にある、人口約1,800人の基礎自治体（コムーネ）。

## 地理

### 位置・広がり

#### 隣接コムーネ
隣接するコムーネは以下の通り。括弧内のPRはパルマ県所属を示す。
- カステルノーヴォ・ネ・モンティ
- カノッサ
- ネヴィアーノ・デッリアルドゥイーニ (PR)
- パランツァーノ (PR)
- ヴェンタッソ

### 気候分類・地震分類
ヴェットにおけるイタリアの気候分類 (it) および度日は、zona F, 3117 GGである。
また、イタリアの地震リスク階級 (it) では、zona 2 (sismicità media) に分類される。

## 行政

### 分離集落
ヴェットには以下の分離集落（フラツィオーネ）がある。
- Atticola, Brolo, Buvolo, Caiolla, Cantoniera, Casalecchio, Casella, Casone, Castellaro, Castellina, Cesola, Cola, Costa, Costaborga, Crovara, Ferma, Gottano Sopra, Gottano Sotto, Groppo, Legoreccio, Mavore, Maiola, Moziollo, Piagnolo, Pineto, Predella, Rodogno, Roncolo, Rosano, Scalucchia, Sole Sopra, Sole Sotto, Spigone, Strada, Teggia, Tizzolo, Vidiceto